# آندژی شالافسکی
آندژی شالافسکی (لهستانی: Andrzej Szalawski؛ ‏ ۴ دسامبر ۱۹۱۱–۱۱ اکتبر ۱۹۸۶) بازیگر اهل لهستان بود.
از فیلم‌ها یا مجموعه‌های تلویزیونی که وی در آن‌ها نقش داشته است، می‌توان به پزشک قلابی، تسبیح انار، در روز روشن، سرزمین موعود، صفر-هفت، به‌گوشم، در روز روشن، پایانی نیست، گهواره، سرزمین موعود، ماجراهای میخاو و شوالیه‌های تتونیک اشاره نمود.